# Hydnophytum macrophyllum
Hydnophytum macrophyllum är en måreväxtart som beskrevs av Otto Warburg. Hydnophytum macrophyllum ingår i släktet Hydnophytum och familjen måreväxter. Inga underarter finns listade i Catalogue of Life.